# اتحاد المناضلين الشيوعيين
اتحاد المناضلين الشيوعيين (بالفارسية: اتحاد مبارزان کمونیست) كانت جماعة شيوعية إيرانية. قادها منصور حكمت. أسس حكمت المجموعة في ديسمبر 1978. شاركت المنظمة في الثورة الإيرانية عام 1979 — التي تميزت بإنشاء مجالس عمالية (شورى).
وبسبب القمع المتصاعد في إيران، لجأ التنظيم إلى كردستان عام 1981. في كردستان، اندمج التنظيم مع مجموعة كردية ذات جذور ماوية، حزب كومله الكردستاني الإيراني. وشكلا معًا الحزب الشيوعي الإيراني في سبتمبر 1983. 